# Мегура (Брашов)
Мегура (рум. Măgura) — село у повіті Брашов в Румунії. Входить до складу комуни Моєчу.
Село розташоване на відстані 136 км на північний захід від Бухареста, 28 км на південний захід від Брашова.

## Населення
За даними перепису населення 2002 року у селі проживала 601 особа, з них 600 осіб (99,8%) румунів. Усі жителі села рідною мовою назвали румунську.